# Khawkinea solea
Khawkinea solea, secondo una classificazione filogenetica ((Pringsheim) Pringsheim, 1963) è una specie del supergruppo Excavata appartenente alla famiglia Astasiaceae.

## Caratteristiche
Khawkinea solea vive esclusivamente in acqua dolce, ed è stata scoperta da (Pringsheim) Pringsheim (allora erroneamente classificata nel genere Astasia), in Germania (Stuttgart).
Altri ritrovamenti sono avvenuti in Gran Bretagna nel 2011.

## Classificazioni alternative
Una classificazione ormai obsoleta inserisce questa specie nel genere Euglena, nella sottofamiglia delle Euglenoideae, famiglia delle Euglenaceae, ordine Euglenales, sottoclasse Euglenophycidae, classe Euglenophyceae, infraphylum Dipilida, subphylum Euglenoida, phylum Euglenozoa, sottoregno Eozoa, Regno Protozoa, finché non si è scoperto che tali gruppi sono parafiletici.